# Người vận chuyển 4
Người vận chuyển 4 (tiếng Anh: The Transporter Refueled ; tiếng Pháp: Le Transporteur: Héritage) là một bộ phim hành động của Pháp 2015 do Camille Delamarre đạo diễn, kịch bản do Bill Collage, Adam Cooper và Luc Besson viết. Đây là phim thứ bốn trong nhượng quyền Transporter và là phim đầu tiên EuropaCorp phân phối tại Bắc Mỹ, nhưng xuất hiện toàn bộ dàn diễn viên mới, với Ed Skrein thay thế Jason Statham để thủ vai chính Frank Martin. Phim khởi chiếu ngày 2 tháng 9 năm 2015 tại Việt Nam.